# Церква Святого Йосифа Обручника (Заздрість)
Церква святого Йосифа Обручника в Заздрості — парафія і храм греко-католицької громади Микулинецького деканату Тернопільсько-Зборівської архієпархії Української греко-католицької церкви в селі Заздрість Тернопільського району Тернопільської области.

## Історія церкви
Парафія діяла в лоні УГКЦ до 1946 року і була відновлена в 1991 році. Храм, перебудований з костелу, освятив у 2007 році владика Василій Семенюк.
Архітектором перебудови став Михайло Нетриб'як. Жертводавцями виступили Богдан Тернопільський, Світлана Лі та парафіяни. У храмі немає розписів, є лише образи від різних живописців.
У 2013 році візитацію парафії здійснив митрополит Василій Семенюк з нагоди освячення престолу.
При парафії діють: братство Матері Божої Неустанної Помочі та Вівтарна дружина.
У селі розташований Музейно-меморіальний комплекс «Рідна хата» Патріарха Йосифа Сліпого та Хресна дорога «Слідами патріарха Йосифа».
Парафія володіє новозбудованим та старим (1876 року) храмами. Однак, через міжконфесійний конфлікт, старий храм використовує громада ПЦУ, що налічує 230 осіб.

## Парохи
- о. Микола Цегельський,
- о. Дмитрук,
- о. Дикайло,
- о. Панасюк,
- о. Процик,
- о. Михайло Кухарський,
- о. Петро Глібчук,
- о. Михайло Коробій,
- о. Віталій Дзьоба,
- о. Андрій Козак (з вересня 2005).
- о. Роман Завіша (з січня 2024).